# Guillaume III. des Barres

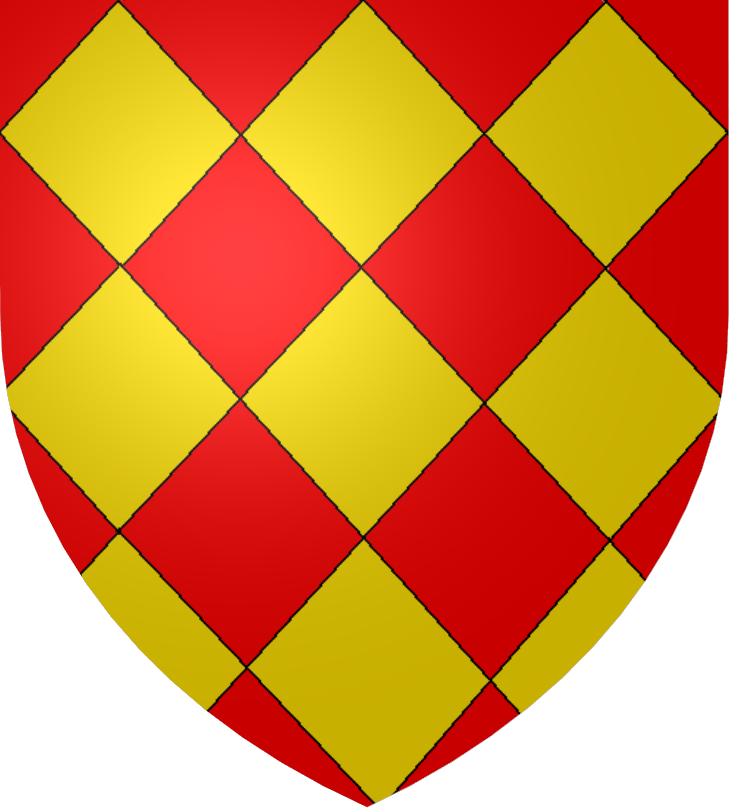
Wappen des Guillaume III. des Barres

Guillaume III. des Barres (* um 1185/90; † 15. November 1249 in Nikosia) war ein französischer Ritter und Kreuzfahrer. Er war der Sohn von Guillaume II. des Barres, Graf von Rochefort, von dem er die Burg Oissery erbte.
Durch seine Mutter, Amicia de Beaumont, war Guillaume ein Halbbruder von Simon IV. de Montfort, den er auf den Albigenserkreuzzug begleitete. In der Schlacht bei Muret (12. September 1213) kämpfte er als Truppführer. Im Jahr 1216 unterstützte er den Kronprinzen Ludwig VIII. den Löwen bei der Invasion in England, wurde dabei aber zusammen mit Robert von Courtenay in einem Seegefecht vor Sandwich im August 1217 geschlagen.
Zusammen mit seinem Großneffen, Graf Johann I. von Montfort, nahm Guillaume am Sechsten Kreuzzug unter König Ludwig IX. von Frankreich teil. Beide erkrankten aber bei der Überwinterung des Heeres auf Zypern von 1248 auf 1249 und starben kurz darauf.
Er war in erster Ehe verheiratet mit der Gräfin Beatrix von Chalon († 1227), der Erbtochter des Grafen Wilhelm II. von Chalon. Seine zweite Frau Heloise Britaud, eine Tochter des Herrn von Nangis, mit der er Kinder hatte.